# 藤原美智子
藤原 美智子（ふじわら みちこ、1958年 - ）は、秋田県横手市（旧平鹿郡山内村）出身のヘアメイクアーティスト、エッセイスト。山羊座のA型。

## 来歴
薬局を営む父と美容師の母の元に生まれる。母は薬局の隣で美容室を営んでいた。秋田県立横手城南高等学校を経て東京の美容専門学校を卒業。ヘアメイクアーティストの松永タカコに師事し、3年間のアシスタントを経て独立。30代になると、女性誌で「藤原美智子のメイク」が特集として組まれるようになり、美の秘訣を語るエッセイの連載も持つようになった。
1992年4月、34歳のときにヘアメイク事務所 LA DONNA（ラドンナ）設立。1995年、37歳のときに初の著作『藤原美智子 メイクの流儀』を出版する。2008年、50歳の誕生日にそれまで知人であった3歳年上のファッションデザイナーの吉田十紀人と結婚。別邸を建て下田と東京の二拠点生活を始める。2017年、ライフスタイルブランド「ミチコドットライフ」をリリース。2018年には中国最大のSNS「微博」から「ビューティ貢献賞」を受賞した。2022年4月に引退を宣言し、LA DONNAを解散。42年にわたるヘア＆メイクの仕事から引退した。今後はビューティ・ライフスタイルデザイナーとして活動していくことを明かした。

## 著書
- 『何歳からでも輝ける秘訣』（主婦の友社）ISBN 9784074612154
- 『藤原美智子のきれいをつくる秘密―さりげなく大効果!シンプル&ベスト・メイク』（青春出版社） ISBN 4413070429
- 『藤原美智子のパーフェクトヘアー&メイク』（講談社） ISBN 4062085003
- 『「私」をリセットする旅へ』（リヨン社） ISBN 4576050737
- 『あなたは絶対!「きれい」になれる。 - いろんな「自分」とつきあえば』（PHP研究所）ISBN 4569648517

## 出演

### テレビ
- おしゃれ工房（NHK教育テレビ）

### CM
- 「TRANSINO」（第一三共ヘルスケア）